# Gustavo Gutiérrez
Gustavo Gutiérrez Merino, född 8 juni 1928 i Lima, död 22 oktober 2024 i Lima, var en peruansk teolog och dominikanpräst. Gutiérrez betraktas som en av grundarna av befrielseteologin. Han var professor i teologi vid University of Notre Dame. Gutiérrez började sina studier vid medicinska fakulteten vid Universidad Nacional Mayor de San Marcos i Peru för att bli psykiater, men insåg senare att han ville bli präst. Han var gästprofessor vid flera stora universitet i Nordamerika och Europa.
Gutiérrez var också medlem i den peruanska språkakademin och 1993 tilldelades han den franska Hederslegionen för sitt outtröttliga arbete. Under 2002 invaldes Gutiérrez i American Academy of Arts and Sciences, och 2003 mottog han Prinsen av Asturiens pris. Han publicerade sig bland annat i den internationella tidskriften Concilium, och var ledamot i dess styrelse.
Gutiérrez ägnade en stor del av sitt liv till att arbeta och leva bland de fattiga och förtryckta i Lima. Han studerade medicin och litteratur (i Peru), psykologi och filosofi (vid Université catholique de Louvain), och avlade doktorsexamen vid Institut Pastoral d'Etudes Religieuses (IPER), Université Catholique i Lyon.
Gutiérrez var av blandad quechuansk och spansk härkomst. I Gutiérrez banbrytande arbete, A Theology of Liberation: History, Politics, Salvation (1971), förklarar han sin uppfattning om kristen uppoffring som en handling av kärleksfull solidaritet med de fattiga och en frigörande protest mot fattigdom.